# Onze-Lieve-Vrouw van Altijddurende Bijstandkerk (Ens)
De Onze-Lieve-Vrouw van Altijddurende Bijstandkerk is een rooms-katholieke kerk in Ens, een Nederlands dorp in de Noordoostpolder. De kerk bevindt zich aan Zoudenbalchstraat 2-4.

## Geschiedenis
Tezamen met de dorpen werden er in de Noordoostpolder een aantal kerken gebouwd: elk dorp kreeg een hervormde, een gereformeerde en een katholieke kerk, zo ook Ens.
In 1948 werd te Ens een katholieke noodkerk gebouwd, naar ontwerp van A.E. Bleys. Deze was uitgevoerd in hout en werd verlaten in 1955, toen de huidige Onze-Lieve-Vrouw van Altijddurende Bijstandkerk gereed kwam. Het noodkerkje, gelegen aan Arnoldus van Bockholtstraat 1, nu dienend als verenigingsgebouw, werd geklasseerd als Rijksmonument.
De huidige kerk, die is gebouwd in de stijl van de Delftse School, werd ontworpen door de architecten H. Thunnissen, A. van Kranendonk jr. en A. Thunnissen jr. en is voltooid in 1955. 

## Gebouw
Het betreft een bakstenen basilicale kerk met een opvallend houten ingangsportaal, een roosvenster in de voorgevel en een smalle maar hoge vierkante toren die opzij van de kerk is geplaatst.
Het orgel is van 1957 en werd vervaardigd door Valckx & Van Kouteren.
De kerk en de bijbehorende pastorie zijn aangewezen als gemeentelijk monument.